# Hayley Williams
Hayley Nichole Williams (Meridian, 27 dicembre 1988) è una cantautrice, musicista e imprenditrice statunitense, conosciuta per la sua militanza nel gruppo musicale Paramore.
Ha ricevuto cinque nomination ai Grammy Awards, rispettivamente quattro con i Paramore (una delle quali sfociata in una vittoria, con il brano Ain't It Fun) e una con il rapper B.o.B per il brano Airplanes. Nel 2014 è stata insignita del primo Trailblazer Award di Billboard, un premio riservato a «un'artista femminile che, rompendo le convenzioni, ha lasciato un marchio unico nella musica aprendo la strada ad altri talenti». Nel 2015 è stata la prima donna dal 1999 a vincere nella categoria miglior canzone rock ai Grammy Awards. Dal 2020 ha avviato una carriera da solista, con la pubblicazione del suo primo album Petals for Armor.
Al di fuori della carriera musicale, nel 2015 ha lanciato un programma TV chiamato Kiss Off e dal 2016 è coproprietaria della linea di tinte per capelli Good Dye Young.

## Biografia
Di origini scozzesi, irlandesi e tedesche, Hayley Williams nasce a Meridian, nel Mississippi, primogenita di una coppia di religione fermamente cristiana. All'età di 13 anni si trasferisce con la madre a Franklin, nel Tennessee, in seguito al divorzio dei genitori. Dalla susseguente relazione del padre avrà due sorelle minori, Erica e Mckayla. A Franklin comincia a cantare in una band funk chiamata The Factory, all'interno della quale conosce il bassista Jeremy Davis. In seguito inizia a prendere lezioni di canto da Brett Manning. Sempre a Franklin Hayley conosce i fratelli Zac e Josh Farro, che cercano un cantante, e la invitano a far parte della loro band; nello stesso tempo Hayley presenta loro il suo amico e bassista Jeremy Davis. Si formano così i Paramore.
Oltre a far parte dei Paramore, Williams ha partecipato in veste solista a numerose collaborazioni con altri artisti di diverse scene musicali, e nel 2020 ha avviato una propria carriera solista. Nel 2015, a partire da fine marzo, ha presentato i 5 episodi del programma online Kiss Off della neonata rivista Popular, incentrato sulla bellezza e la cura personale femminile. Nel 2016 lancia una propria compagnia produttrice di tinte per capelli chiamata Good Dye Young, della quale il primo salone ufficiale è stato aperto nel 2022 a Nashville. Sempre nel 2022 ha lanciato il suo podcast Everything Is Emo su BBC Sounds.
Sentimentalmente, è stata legata per tre anni all'allora chitarrista dei Paramore Josh Farro, dal maggio 2004. La coppia si separò a fine estate 2007. Dall'aprile 2008 è fidanzata con il chitarrista dei New Found Glory, Chad Gilbert. Nella notte tra il 31 dicembre 2014 e il 1º gennaio 2015 i due annunciano il loro fidanzamento ufficiale, mentre il 20 febbraio 2016 viene celebrato il loro matrimonio. Il 1º luglio 2017 i due annunciano la separazione e il conseguente divorzio. Nel 2020 la cantante ha dichiarato di aver sofferto di depressione durante e dopo la separazione, e di essere dovuta entrare in riabilitazione medica in conseguenza di ciò: «Sono entrata in quella relazione troppo presto. Non aveva ancora divorziato dalla sua precedente moglie. Mi sentivo estremamente sola». Nel 2022 ha confermato di essere in una relazione con il chitarrista e suo compagno di gruppo nei Paramore Taylor York.
La cantante si è dichiarata più volte credente cristiana e femminista.

## Carriera musicale

### Paramore

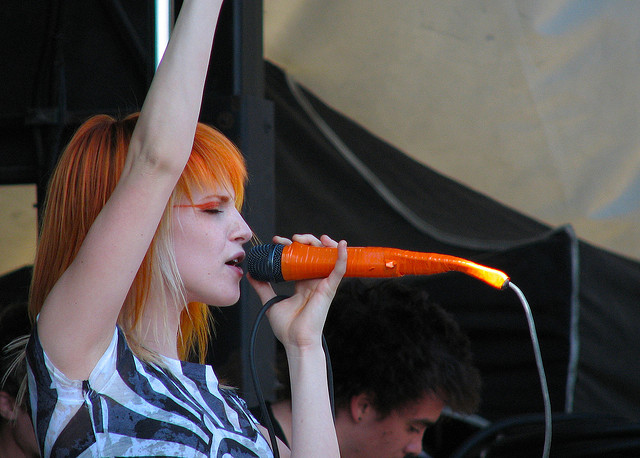
Hayley Williams durante il Warped Tour del 2007

Nel 2004 fonda con i fratelli Farro e Jeremy Davis i Paramore e, inizialmente accordatisi con l'Atlantic Records per un contratto discografico, l'etichetta decide di fargli invece firmare con la Fueled by Ramen, sua sussidiaria. La prima canzone ad essere scritta è Conspiracy, che viene in seguito inserita all'interno dell'album di debutto, All We Know Is Falling, pubblicato quando Hayley ha solo 16 anni. Al disco fanno seguito i successivi album Riot! (2007), Brand New Eyes (2009) e Paramore (2013).

In un sondaggio del 2007 della rivista Kerrang! arriva seconda dopo Amy Lee degli Evanescence nella categoria "Sexiest vocalist", mentre l'anno successivo arriva, sempre nello stesso sondaggio, al primo posto, ottenendo lo stesso risultato nel 2009, nel 2010, nel 2011 e nel 2012.

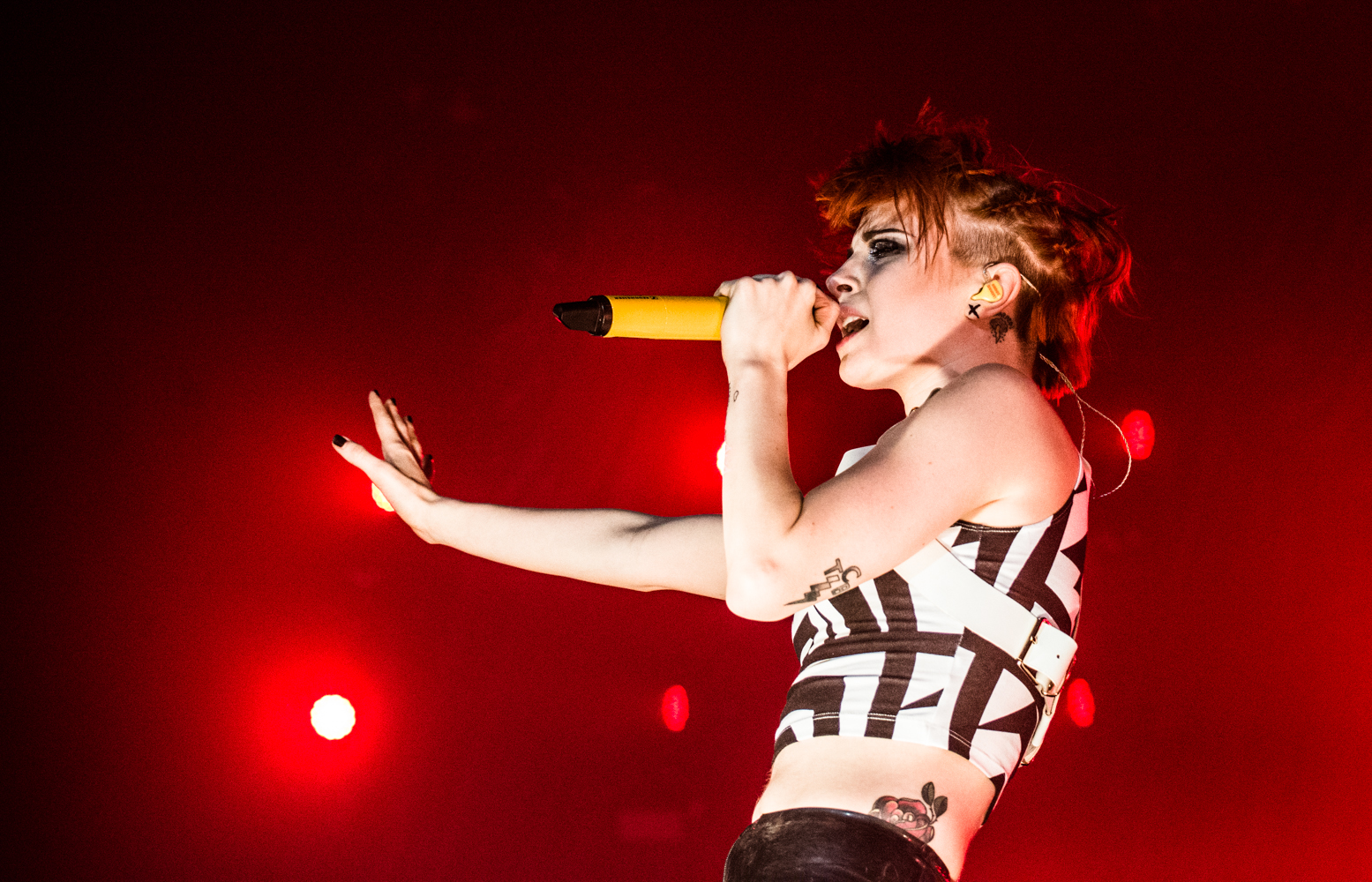
Hayley Williams in concerto con i Paramore nel 2013

Agli NME Awards del 2012 vince il premio "Hottest Female" (premio già vinto nell'edizione del 2009), stessa categoria in cui viene candidata ai Kerrang! Awards 2012, insieme alla categoria "Best Twitter", nella quale vince.
Nel 2015 vince con i Paramore il suo primo Grammy Award, grazie alla hit Ain't It Fun, scritta a quattro mani insieme al chitarrista della band Taylor York. Il secondo e il terzo Grammy arrivano nel 2024, con l'album This Is Why e l'omonimo singolo.
Nel 2017 i Paramore annunciano il ritorno di Zac Farro, anno in cui esce il loro quinto album After Laughter. Dopo il tour di promozione e una lunga pausa, il trio pubblica il sesto album di inediti This Is Why nel 2023, l'ultimo pubblicato con l'Atlantic Records a seguito della fine del contratto ultradecennale che ha legato i Paramore all'etichetta sin dal debutto.

### Solista
Il 28 dicembre 2019, durante una pausa dai Paramore, Hayley Williams annuncia che nel mese successivo pubblicherà per la prima volta del materiale da solista. Il suo primo singolo, Simmer, viene pubblicato il 22 gennaio 2020, e va ad anticipare un album in studio intitolato Petals for Armor. Un secondo singolo intitolato Leave It Alone viene successivamente pubblicato il 30 gennaio 2020. I tre singoli sono stati presentati insieme a cinque video: tre per i rispettivi video e due che hanno fatto da collegamento ad essi. Durante un'intervista con Zane Lowe su Apple Music, la cantante annunciato che il 6 febbraio 2020 verrà pubblicato l'EP Petals for Armor I, contenente i singoli già precedentemente pubblicati e altre due tracce inedite.
Un secondo EP, intitolato Petals for Armor II, viene pubblicato il 20 aprile 2020. A causa dell'emergenza del virus COVID-19 in tutto il mondo, la Williams decide di non pubblicare subito l'EP nella sua interezza, ma di rivelare una canzone alla volta come già fatto con il precedente. Da esso vengono estratti come singoli tutti i brani in esso contenuto, a partire da Roses/Lotus/Violet/Iris, pubblicato il 19 marzo.
L'album completo, contenente tutti i brani dei due EP più altri cinque inediti, viene pubblicato l'8 maggio 2020 dalla Atlantic Records.
Nel febbraio 2021, a poco meno di un anno da Petals for Armor, esce il suo secondo album Flowers for Vases/Descansos, scritto e registrato durante il lockdown per il COVID-19 e prodotto, come il precedente disco, da Daniel James, ma registrato interamente dalla sola Williams nella sua abitazione. Dal disco non è stato estratto alcun singolo in sua promozione, e l'annuncio della sua pubblicazione è avvenuto il giorno precedente alla sua data di uscita.
L'8 novembre 2024 Hayley Williams è tra gli annunciatori delle candidature ufficiali dei Grammy Awards 2025.
Il 23 luglio 2025 viene presentato il singolo inedito Mirtazapine, mandato in onda in anteprima su WNXP Radio. Cinque giorni dopo, con la presentazione di una nuova colorazione per capelli da parte della Good Dye Young, società di proprietà della Williams, viene annunciato che a coloro che acquisteranno il prodotto verrà inoltre rilasciato un codice da inserire sul sito ufficiale della cantante per effettuare il download di 17 nuovi brani, tra i quali Mirtazapine, per il solo 28 luglio. Il 1º agosto 2025 i 17 brani, scritti e prodotti con Daniel James, vengono pubblicati come singoli sulle principali piattaforme musicali, sotto l'etichetta indipendente di Williams, la Post Atlantic.

### Collaborazioni
Nel 2007 compare nel video musicale di Kiss Me dei New Found Glory.
Nel 2009 Hayley scrive e registra la canzone Teenagers per la colonna sonora del film Jennifer's Body, mentre nel 2010 duetta con B.o.B nel brano Airplanes, che ottiene un discreto successo in tutto il mondo.
Nel 2012 partecipa alla registrazione di due brani dei mewithoutYou, Fox's Dream of the Log Flume e All Circles, contenuti nel loro quinto album in studio, Ten Stories. Sempre nel 2012 collabora indirettamente con i New Found Glory: esegue un duetto con il chitarrista Chad Gilbert in Babe, contenuto nel suo EP Nashville Sessions, e presta la sua voce nel brano What's His Name per l'EP di debutto dei Domestikated, band "suburban punk" formata dal cantante Jordan Pundik e da Ethan Luck dei Relient K.

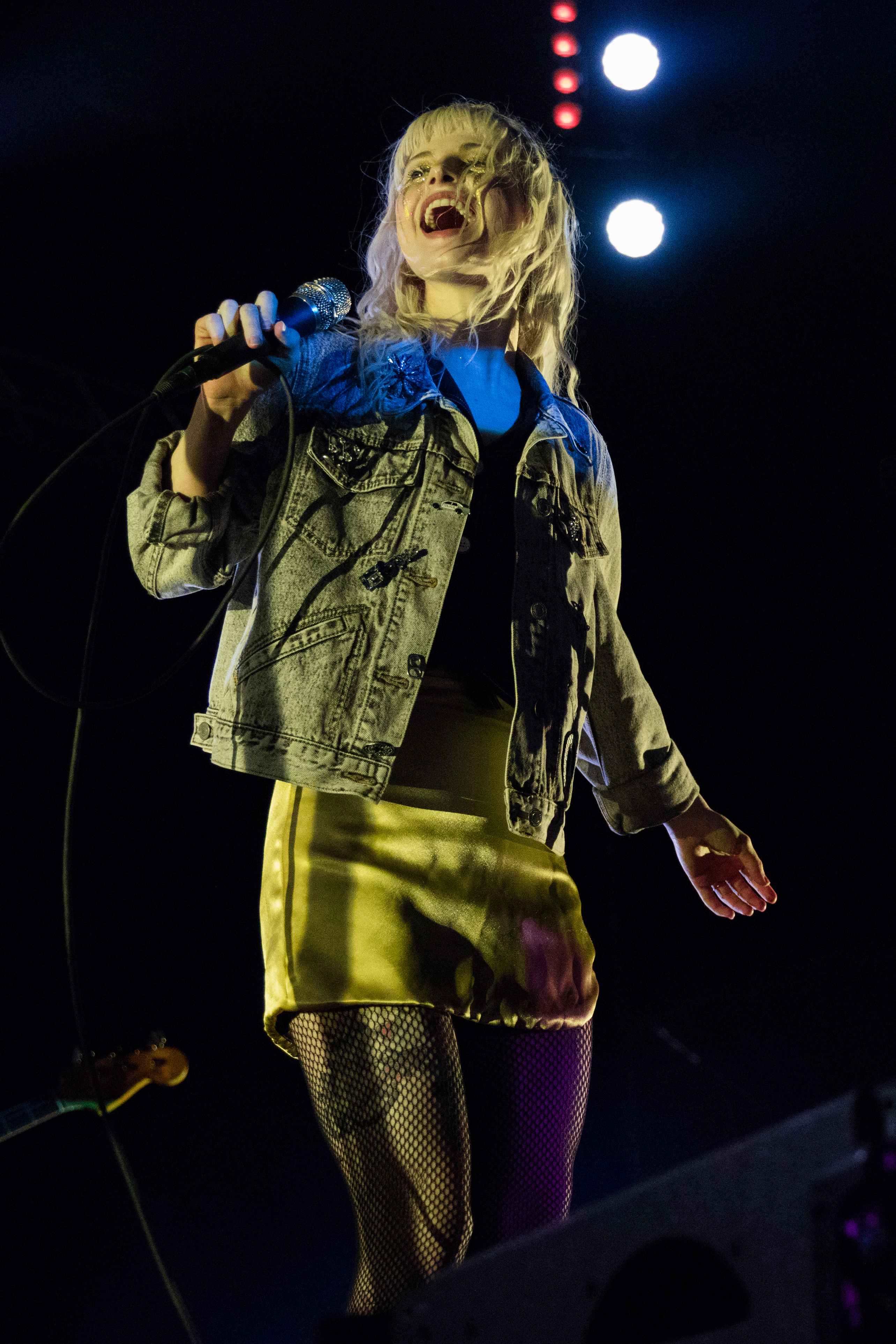
Hayley Williams in concerto con i Paramore nel 2017

Il 10 settembre 2013 viene pubblicato il singolo Stay the Night, realizzato dal disc jockey Zedd in collaborazione con Hayley. Successivamente partecipa anche alla realizzazione della versione acustica del brano, inserita nell'EP di Zedd iTunes Session. Nello stesso anno appare come personaggio giocabile nel videogioco Guitar Hero World Tour, dove si presenta per la prima volta cantando il brano dei Paramore Misery Business. Nel 2015 partecipa alle riprese del video ufficiale di Bad Blood dell'amica Taylor Swift e alle registrazioni di una nuova versione di Vicious Love dei New Found Glory. L'anno successivo collabora a una nuova versione del brano Bury It, originariamente presente nell'album Every Open Eye dei Chvrches. Nel 2017 Hayley duetta con Zac Farro in As U Wave, canzone contenuta nell'EP Red Velvet degli HalfNoise.
Nel 2023 collabora ancora con Taylor Swift cantando in Castles Crumbling, traccia inedita contenuta nella re-incisione dell'album Speak Now.
Nell'aprile 2025 partecipa con Blood Orange al brano Seein' Stars dei Turnstile, contenuto nel loro album Never Enough, mentre nell'estate dello stesso anno viene annunciato che sarà ospite in un brano dell'album di David Byrne dei Talking Heads Who Is the Sky?, in uscita a settembre, e in uno dell'album di Jay Som Belong in uscita a ottobre.

## Stile e influenze
All'inizio della sua carriera con i Paramore, Hayley Williams ha dichiarato tra le sue principali influenze Jimmy Eat World, Robert Smith dei The Cure, Etta James, Elvis Presley, Debbie Harry dei Blondie, Johnny Cash, Bjork, the Shangri-Las, Siouxsie Sioux, Beyoncé, Gwen Stefani e Brody Dalle.
I suoi gruppi musicali preferiti sono le Shirelles, le Angels, i Ramones e i Blondie, ma ha dichiarato di seguire anche band più recenti come mewithoutYou, The Swellers, Slick Shoes, No Doubt, Saves the Day e Tegan and Sara. Ritiene ottimi modelli da seguire per una band artisti come U2, Jimmy Eat World e No Doubt.

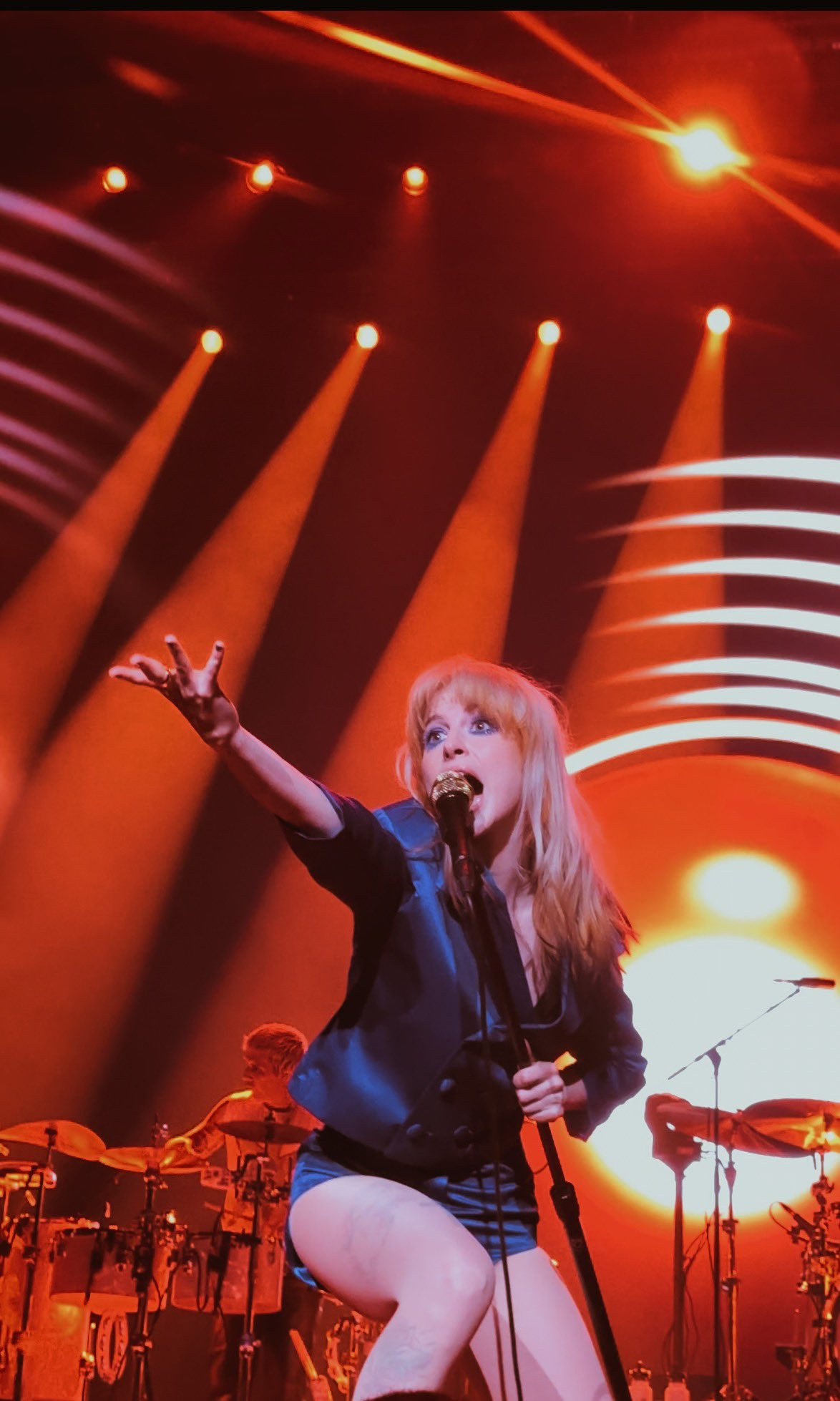
Hayley Williams in concerto con i Paramore nel 2023

In contrasto allo stile pop punk ed emo-pop perseguito nella sua carriera nei Paramore (poi spostatisi su generi come new wave e pop rock negli ultimi due album), nel suo primo lavoro da solista la Williams attinge principalmente da generi quali indie pop e funk, con ampio utilizzo di strumentazioni elettroniche e del basso come strumento portante.
Williams è un soprano con un'estensione vocale di quattro ottave.

## Discografia

### Con i Paramore
Album in studio
- 2005 – All We Know Is Falling
- 2007 – Riot!
- 2009 – Brand New Eyes
- 2013 – Paramore
- 2017 – After Laughter
- 2023 – This Is Why

Album dal vivo
- 2008 – Live in the UK 2008
- 2008 – The Final Riot!

### Da solista
Album in studio
- 2020 – Petals for Armor
- 2021 – Flowers for Vases/Descansos

EP
- 2020 – Petals for Armor I
- 2020 – Petals for Armor II
- 2020 – Petals for Armor: Self-Serenades

Singoli
- 2020 – Simmer
- 2020 – Leave It Alone
- 2020 – Roses/Lotus/Violet/Iris
- 2020 – Over Yet
- 2020 – My Friend
- 2020 – Why We Ever
- 2020 – Dead Horse
- 2021 – Colour Me In
- 2021 – Teardrop
- 2023 – Teenagers
- 2025 – Mirtazapine
- 2025 – I Won't Quit On You
- 2025 – Zissou
- 2025 – Negative Self Talk
- 2025 – Love Me Different
- 2025 – Disappearing Man
- 2025 – Dream Girl in Shibuya
- 2025 – Blood Brothers
- 2025 – True Believer
- 2025 – Kill Me
- 2025 – Discovery Channel
- 2025 – Hard
- 2025 – Whim
- 2025 – Ego Death at a Bachelorette Party
- 2025 – Glum
- 2025 – Ice in My OJ
- 2025 – Brotherly Hate

### Collaborazioni
| Anno | Canzone                                                                                    | Album di provenienza                        |
| ---- | ------------------------------------------------------------------------------------------ | ------------------------------------------- |
| 2006 | Keep Dreaming Upside Down (October Fall feat. Hayley Williams)                             | A Season in Hell                            |
| 2007 | Then Came to Kill (The Chariot feat. Hayley Williams)                                      | The Fiancée                                 |
| 2007 | The Church Channel (Say Anything feat. Hayley Williams)                                    | In Defense of the Genre                     |
| 2007 | Plea (Say Anything feat. Hayley Williams e Kenny Vasoli)                                   | In Defense of the Genre                     |
| 2008 | Fallen (Death in the Park feat. Hayley Williams)                                           | Death in the Park EP                        |
| 2009 | Tangled Up (New Found Glory feat. Hayley Williams)                                         | Not Without a Fight                         |
| 2009 | The Few That Remain (Set Your Goals feat. Hayley Williams)                                 | This Will Be the Death of Us                |
| 2010 | Airplanes (B.o.B feat. Hayley Williams)                                                    | B.o.B Presents: The Adventures of Bobby Ray |
| 2010 | Airplanes (Part II) (B.o.B feat. Hayley Williams & Eminem)                                 | B.o.B Presents: The Adventures of Bobby Ray |
| 2011 | Rainbow Connection (Weezer feat. Hayley Williams)                                          | Muppets: The Green Album                    |
| 2012 | Fox Dream of the Log Flume (mewithoutYou feat. Hayley Williams)                            | Ten Stories                                 |
| 2012 | All Circles (mewithoutYou feat. Hayley Williams and Daniel Smith)                          | Ten Stories                                 |
| 2012 | Babe (Chad Gilbert feat. Hayley Williams)                                                  | Nashville Sessions                          |
| 2012 | What's His Name (Domestikated feat. Hayley Williams)                                       | 5 Minutes in Timeout!                       |
| 2013 | Stay the Night (Zedd feat. Hayley Williams)                                                | Clarity (Deluxe Edition)                    |
| 2013 | Stay the Night (Zedd feat. Hayley Williams) [iTunes Session]                               | iTunes Session                              |
| 2015 | Vicious Love (New Found Glory feat. Hayley Williams)                                       | Resurrection: Ascension                     |
| 2016 | Bury It (Chvrches feat. Hayley Williams)                                                   | Every Open Eye (Extended Edition)           |
| 2017 | As U Wave (HalfNoise)                                                                      | Red Velvet                                  |
| 2019 | Uncomfortably Numb (American Football feat. Hayley Williams)                               | American Football (LP3)                     |
| 2023 | Castles Crumbling (Taylor's Version) (From the Vault) (Taylor Swift feat. Hayley Williams) | Speak Now (Taylor's Version)                |
| 2025 | Seein' Stars (Turnstile feat. Hayley Williams & Blood Orange)                              | Never Enough                                |
| 2025 | I Like It I Like It (Moses Sumney feat. Hayley Williams)                                   | /                                           |
| 2025 | What Is the Reason for It? (David Byrne feat. Hayley Williams)                             | Who Is the Sky?                             |
| 2025 | Past Lives (Jay Som feat. Hayley Williams)                                                 | Belong                                      |

## Premi e nomination

### Con i Paramore
Tra i vari premi e nomination, in particolare i Paramore hanno ricevuto un Grammy Award nel 2015 per il brano Ain't It Fun (canzone rock dell'anno) e hanno vinto 11 premi su 14 nomination ai Teen Choice Awardss.

### Come solista
| Anno | Evento                               | Categoria                                       | Esito           |
| ---- | ------------------------------------ | ----------------------------------------------- | --------------- |
| 2007 | Kerrang! Readers' Poll               | Sexiest Female                                  | Candidato/a     |
| 2008 | Kerrang! Readers' Poll               | Sexiest Female                                  | Vincitore/trice |
| 2008 | MTV Video Music Awards Latin America | Premio Fashionista                              | Candidato/a     |
| 2009 | MTV Video Music Awards Latin America | Premio Fashionista                              | Vincitore/trice |
| 2009 | Rock Sound                           | Eye Candy of the Year                           | Vincitore/trice |
| 2009 | NME Awards                           | Sexiest Female                                  | Vincitore/trice |
| 2009 | Kerrang! Readers' Poll               | Sexiest Female                                  | Vincitore/trice |
| 2010 | Kerrang! Readers' Poll               | Sexiest Female                                  | Vincitore/trice |
| 2010 | MTV Video Music Awards               | Video of the Year (per Airplanes)               | Candidato/a     |
| 2010 | MTV Video Music Awards               | Best Male Video (per Airplanes)                 | Candidato/a     |
| 2010 | MTV Video Music Awards               | Best Hip-Hop Video (per Airplanes)              | Candidato/a     |
| 2010 | MTV Video Music Awards               | Best Collaboration (per Airplanes)              | Candidato/a     |
| 2010 | Teen Choice Awards                   | Hook Up Song (per Airplanes)                    | Vincitore/trice |
| 2011 | People's Choice Awards               | Favorite Song (per Airplanes)                   | Candidato/a     |
| 2011 | BET Awards                           | Video of the Year (per Airplanes)               | Candidato/a     |
| 2011 | BET Awards                           | Best Collaboration (per Airplanes)              | Candidato/a     |
| 2011 | Grammy Award                         | Best Pop Collaboration (per Airplanes, Part II) | Candidato/a     |
| 2011 | Kerrang! Readers' Poll               | Sexiest Female                                  | Vincitore/trice |
| 2012 | NME Awards                           | Hottest Female                                  | Vincitore/trice |
| 2012 | Kerrang! Awards                      | Hottest Female                                  | Candidato/a     |
| 2012 | Kerrang! Awards                      | Tweetter of the Year                            | Vincitore/trice |
| 2012 | Kerrang! Readers' Poll               | Sexiest Female                                  | Vincitore/trice |
| 2013 | Kerrang! Awards                      | Hottest Female                                  | Candidato/a     |
| 2014 | Alternative Press Music Awards       | Best Singer                                     | Candidato/a     |
| 2014 | MTV Video Music Awards               | Best Editing (per Stay the Night)               | Candidato/a     |
| 2014 | MTV Video Music Awards               | Clubland Award (per Stay the Night)             | Vincitore/trice |
| 2014 | Billboard                            | Trailblazer Award                               | Vincitore/trice |
| 2015 | Alternative Press Music Awards       | Best Singer                                     | Vincitore/trice |
| 2015 | Kerrang! Awards                      | Tweetter of the Year                            | Vincitore/trice |
| 2016 | Kerrang! Awards                      | Tweetter of the Year                            | Vincitore/trice |
| 2020 | MTV Europe Music Awards              | Best Alternative                                | Vincitore/trice |